# Ryosuke Yamada
Ryosuke Yamada (山田 涼介 Yamada Ryōsuke; Tòquio, 9 de maig de 1993) és un idol, cantant i actor japonès, membre de Hey! Say! JUMP i NYC. Membre de l'agència de talents masculina Johnny & Associates.

## Biografia
Després de la seva etapa com a Johnny's Jr. Yamada va passar a formar part del grup temporal Hey! Say! 7 que va debutar amb el single Hey! Say!. Poc després, l'11 de febrer s'anunciava l'extensió de Hey! Say! 7 en Hey! Say! JUMP, del qual en passà a formar part igualment en el subgrup Hey! Say! 7; el debut es produí el mateix any.
A banda de les seves activitats amb Hey! Say! JUMP, també és membre de NYC des de 2009, i realitza llançament ocasionalment amb aquest grup en el qual també estan Yuri Chinen y Yuma Nakayama; inicialment també comptava amb la col·laboració d'alguns Johnny's Jr. de l'època.
El 2013 Yamada va debutar en solitari amb el single Mistery Virgin, que va posar tema al drama protagonitzat per ell, Kindaichi Shounen no Jikenbo.

## Discografia

### Singles
| Títol transcrit | Títol original        | Data de llançament | Posició a Oricon |
| --------------- | --------------------- | ------------------ | ---------------- |
| Mistery Virgin  | ミステリー ヴァージン | 9 de gener de 2013 | 1r               |

## Sèries de TV
| Any  | Títol transcrit                                                    | Títol original (en japonès)             | Cadena  | Paper              |
| ---- | ------------------------------------------------------------------ | --------------------------------------- | ------- | ------------------ |
| 2006 | Tantei Gakuen Q SP                                                 | 探偵学園Q SP                            | NTV     | Ryu Amakusa        |
| 2007 | Tantei Gakuen Q                                                    | 探偵学園Q                               | NTV     | Ryu Amakusa        |
| 2008 | 1 Pound no Fukuin                                                  | １ポンドの福音                          | NTV     | Katsumi Mukoda     |
| 2008 | Sensei ha Erai!                                                    | 先生はエライっ！                        | NTV     | Hayato Gunjou      |
| 2008 | Furuhata Chugakusei                                                | 古畑中学生                              | Fuji TV | Furuhata Ninzaburo |
| 2008 | Scrap Teacher                                                      | スクラップ･ティーチャー                 | NTV     | Touichi Takasugi   |
| 2009 | Niini no Koto wo Wasurenaide                                       | にぃにのことを忘れないで                | NTV     | Yuji Kawai         |
| 2009 | Hidarime Tantei EYE SP                                             | 左目探偵EYE SP                          | NTV     | Ainosuke Tanaka    |
| 2010 | Hidarime Tantei EYE                                                | 左目探偵EYE                             | NTV     | Ainosuke Tanaka    |
| 2012 | Risou no Musuko                                                    | 理想の息子                              | NTV     | Daichi Suzuki      |
| 2012 | Shirarezaru Bakumatsu no Shishi: Yamada Akiyoshi Monogatari        | 知られざる幕末の志士 山田顕義物語       | MBS     | Akiyoshi Yamada    |
| 2013 | Kindaichi Shonen no Jikenbo Hong Kong Kowloon Zaiho Satsujin Jiken | 金田一少年の事件簿 香港九龍財宝殺人事件 | NTV     | Hajime Kindaichi   |
| 2013 | Kyo no Hi ha Sayonara                                              | 今日の日はさようなら                    | NTV     | Shinobu Harada     |

## Doblatge
| Any  | Títol         | Títol original (en anglès) | Doblat             | Idioma  |
| ---- | ------------- | -------------------------- | ------------------ | ------- |
| 2011 | Els barrufets | The Smurfs                 | Barrufet maldestre | Japonès |